# Crisis política en Montenegro de 2015-2016
En 2015 se produjo una crisis política en Montenegro (Kriza u Crnoj Gori y Криза у Црној Гори en montenegrino en sus variantes latina y cirílica) iniciada por los partidos de la oposición y que condujeron a protestas en las que se pedía unas "elecciones justas y una transición". La coalición opositora: Frente Democrático organizó una serie de protestas a partir de octubre que culminaron en fuertes disturbios en Podgorica.
En consecuencia, en enero de 2016 se produjo la ruptura de la coalición gubernamental (Coalición por un Montenegro Europeo). Desde entonces, el PSDM gobierna de facto en minoría.

## Trasfondo

### Candidatura montenegrina a la OTAN
Desde 2010, el acceso de Montenegro a la OTAN está en proceso de negociaciones. En diciembre de 2009, el Gobierno presentó su candidatura para formar parte del plan de acción, el cual significa el último paso antes de formar parte de la organización. El 2 de diciembre de 2015, la Alianza entregó una invitación formal cuyas negociaciones para el ingreso finalizaron con una firma en mayo de 2016.

## Protestas antigubernamentales
Las protestas antigubernamentales dieron comienzo a mediados de octubre de 2015 y culminaron en disturbios el 24 del mismo mes en Podgorica. Dichas protestas fueron organizadas por los partidos de la coalición del Frente Democrático (DF), los cuales exigieron la formación de un gobierno transicional que organizasen nuevas elecciones parlamentarias.
El 27 de septiembre, el DF instaló varias tiendas de campaña frente al Parlamento de Montenegro.
Los manifestantes marcharon contra la corrupción del Gobierno y exigieron la dimisión del primer ministro Milo Đukanović, el cual ostenta el cargo desde 1990. Finalmente, el 24 de octubre la policía intervino y dispersó a los allí presentes con gases lacrimógenos mientras perseguían a estos con vehículos armados.
El 12 de diciembre hubo otra manifestación contra la candidatura montenegrina para formar parte de la OTAN, y el 24 de enero de 2016 otra contra el Gobierno.

## Ruptura de la coalición
El 27 de enero de 2016, el PSDM, hasta entonces socio del principal partido del Gobierno: Partido Socialdemócrata de Montenegro (PSM), decidió abandonar la coalición. A raíz se produjo un debate fallido sobre la conveniencia de las "primeras elecciones libres y justas".
El más crítico con la gestión del Gobierno y de su líder fue Ranko Krivokapić (PSDM), Presidente de la Asamblea Nacional. En cuanto a Đukanović (sin mayoría), presentó una moción para cesar a Krivokapić de su cargo.

## Incidente en el Parlamento
El 13 de mayo de 2016 se produjo un incidente cuando el portavoz del DF acusó a Đukanović de "ladrón". Tras una escalada de tensión verbal, estuvo a punto de producirse una pelea el Parlamento.